# La Source aux fleurs de pêcher

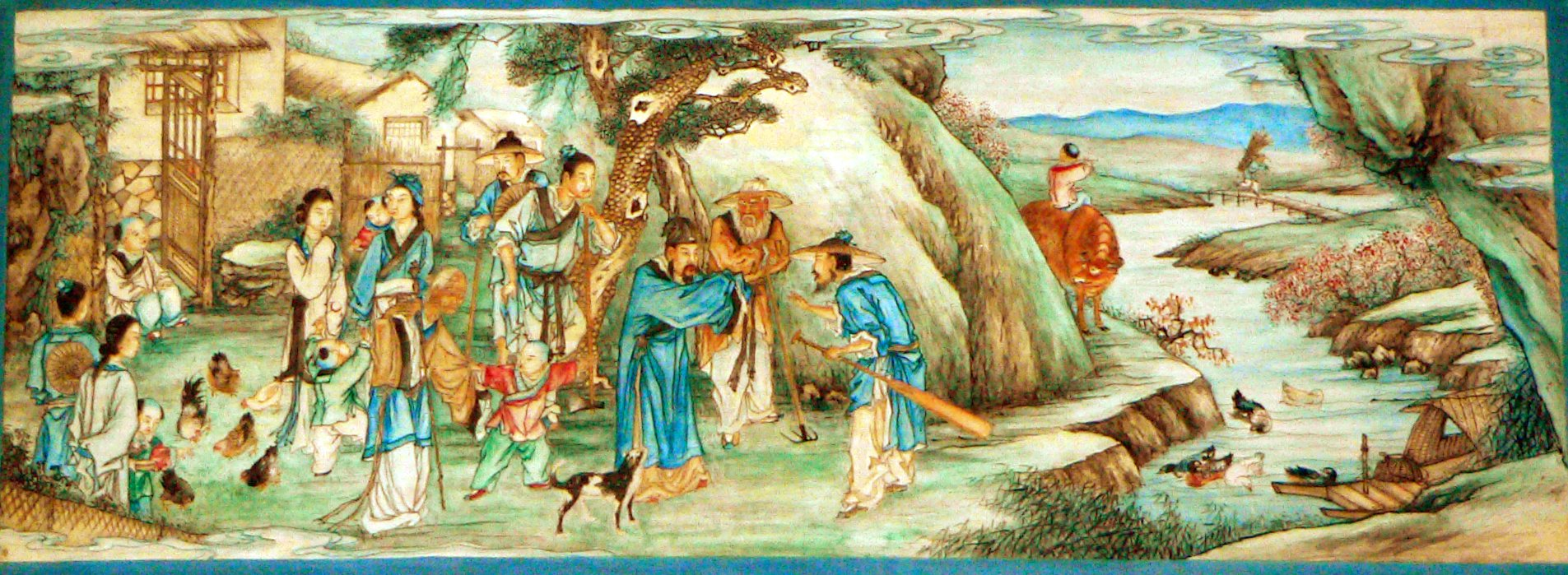
illustration du poème sous la dynastie Qing, dans le jardin du Palais d'été de Pékin

La Source aux fleurs de pêcher (chinois : 桃花源 ; pinyin : táohuā yuán) est une histoire émanant du poème de Tao Yuanming (陶渊明, 365-427, Jin et Song du Sud), poème de la source aux fleurs de pêcher (桃花源诗), préface des Mémoires de la source des fleurs de pêcher (桃花源记 / 桃花源記, táohuā yuán jì).
Cette œuvre, se déroulant à l'époque de l'empereur Jin Xiaowudi, raconte l'aventure d'un pêcheur laïque de la commanderie de Wuling. Égaré, il entre par accident dans une vallée coupée du monde des vivants, aux pêchers en fleurs. Ses habitants, dont les ancêtres avaient fui le chaos de la dynastie Qin, vivent dans une forme de paradis. Après avoir découvert leur vie en les écoutant, et après avoir fait le serment de ne pas divulguer leur secret, il s'en retourne dans son pays. Mais il ne peut garder son secret. Le gouverneur de la commanderie fait effectuer des recherches dans tout le pays, mais en vain. Et le monde des pêchers en fleurs reste une histoire au succès constant à travers les siècles, dans le monde asiatique. 
Le peintre coréen An Gyeon a su évoquer avec une grande force le mystère, dans ce qui reste la plus ancienne peinture de paysage coréenne conservée.
Cette histoire est généralement considérée de nos jours comme une utopie anarchiste, car dans un village coupé du monde les habitants y vivent sans hiérarchie ni lois.